# 통영시립도서관
통영시립도서관은 경상남도 통영시 소재의 도서관이다.

## 연혁
- 2010년 8월 20일 개관.

## 시설 현황
- 4층:
- 3층:
- 2층: 휴게공간, 종합자료실
- 1층: 사무실, 아동자료실, 유아자료실

## 이용 안내
이용 시간
- 유아자료실 및 아동자료실: 평일 09:00 ~ 21:00 / 주말 09:00 ~ 18:00
- 종합자료실 및 학습실: 평일 09:00 ~ 22:00 / 주말 09:00 ~ 18:00
- 컴퓨터실: 매일 09:00 ~ 18:00

휴관일
- 매주 월요일
- 법정 공휴일